# Bridelia alnifolia
Bridelia alnifolia är en emblikaväxtart som beskrevs av William Griffiths. Bridelia alnifolia ingår i släktet Bridelia och familjen emblikaväxter.
Artens utbredningsområde är Burma. Inga underarter finns listade i Catalogue of Life.